# Premier (gmina)
Premier – miejscowość i gmina (commune) w zachodniej Szwajcarii, w kantonie Vaud, w okręgu (district) Jura-Nord vaudois. 

## Demografia
W Premier mieszkają 233 osoby. W 2021 roku 9,9% populacji gminy stanowiły osoby urodzone poza Szwajcarią.

## Transport
Przez teren gminy przebiega droga główna nr 130.